# Треццано-Роза
Треццано-Роза (итал. Trezzano Rosa) — коммуна в Италии, в провинции Милан области Ломбардия.
Население составляет 4043 человека (на 2005 г.), плотность населения составляет 1347 чел./км². Занимает площадь 3,48 км². Почтовый индекс — 20060. Телефонный код — 02.
Покровителем коммуны почитается святой Готтард. Праздник ежегодно празднуется 4 мая.